# Madonna in trono tra due angeli
La Madonna in trono tra due angeli è un dipinto a olio su tavola (57x42 cm) di Hans Memling, databile al 1490-1491 circa e conservato nella Galleria degli Uffizi a Firenze.

## Storia
L'opera doveva essere a Firenze dall'ultimo decennio del Quattrocento, come testimonia il paesaggio copiato fedelmente dal giovane Fra Bartolomeo nella Madonna col Bambino e san Giovannino al Metropolitan Museum.
Nel 1799 entrò agli Uffizi per acquisto dagli eredi del pittore Ignazio Hugford.

## Descrizione e stile
Si tratta di una composizione replicata più volte dall'artista, spesso con poche varianti. Si basa sulla figura della Madonna col Bambino seduta su un trono coperto da un baldacchino, con uno schienale foderato di fastosi damaschi, che enfatizzano il centro nevralgico della composizione. Ai lati si trovano due angeli musicanti scanditi da un piano leggermente avanzato, a ridosso di un gradino su cui è posto un esotico tappeto anatolico. L'angelo che tiene la mela e la offre al Bambino, simboleggiando l'accettazione della redenzione del mondo dal Peccato originale, si trova anche in altre opere, tra cui la più antica pare essere quella del Trittico Donne, già nelle raccolte del duca di Devonshire a Chatsworth e oggi nella National Gallery di Londra, mentre la composizione in generale è quasi identica a quella del Trittico della Madonna in trono al Kunsthistorisches Museum di Vienna, con l'angelo di destra, quello che suona l'arpa, sostituito da un committente inginocchiato.
Il manto rosso di Maria crea un forte fulcro luminoso e coloristico nella scena, che è ripreso in alto dal baldacchino con frange mosse da un venticello, tra due festoni di frutta e fiori che rimandano all'arte norditaliana. La sacra conversazione è inserita in una fastosa architettura all'antica, con un grande arco aperto sul paesaggio e retto da colonne in marmi screziati, sui cui capitelli stanno coppie di putti nudi. Dovunque si posi lo sguardo trionfano le decorazioni, come nei rilievi che movimentano tutta l'architettura.
Ampio respiro hanno i due idilliaci paesaggi che si scorgono ai lati del trono, con un castello e una fattoria su un lago, dove l'artista mise a frutto tutta la conoscenza fiamminga nella resa atmosferica della prospettiva aerea.

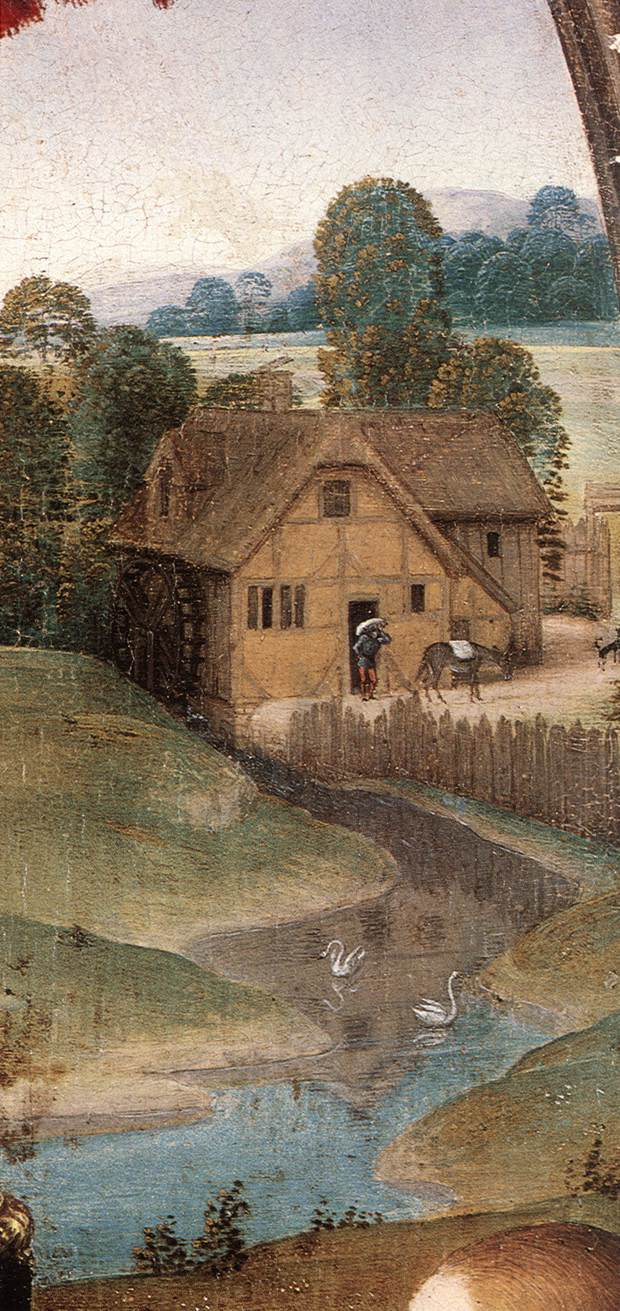
Dettaglio
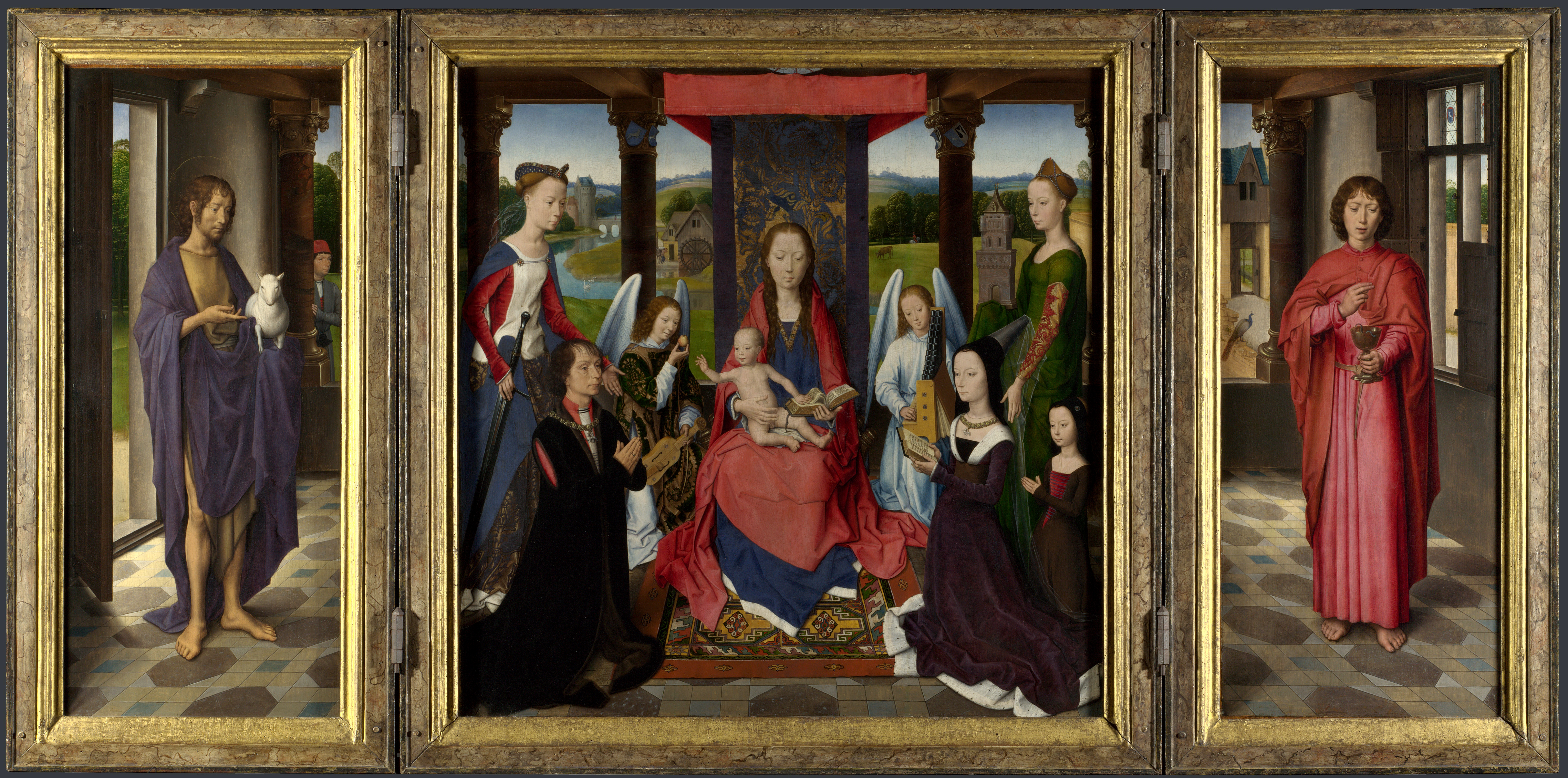
Il Trittico Donne
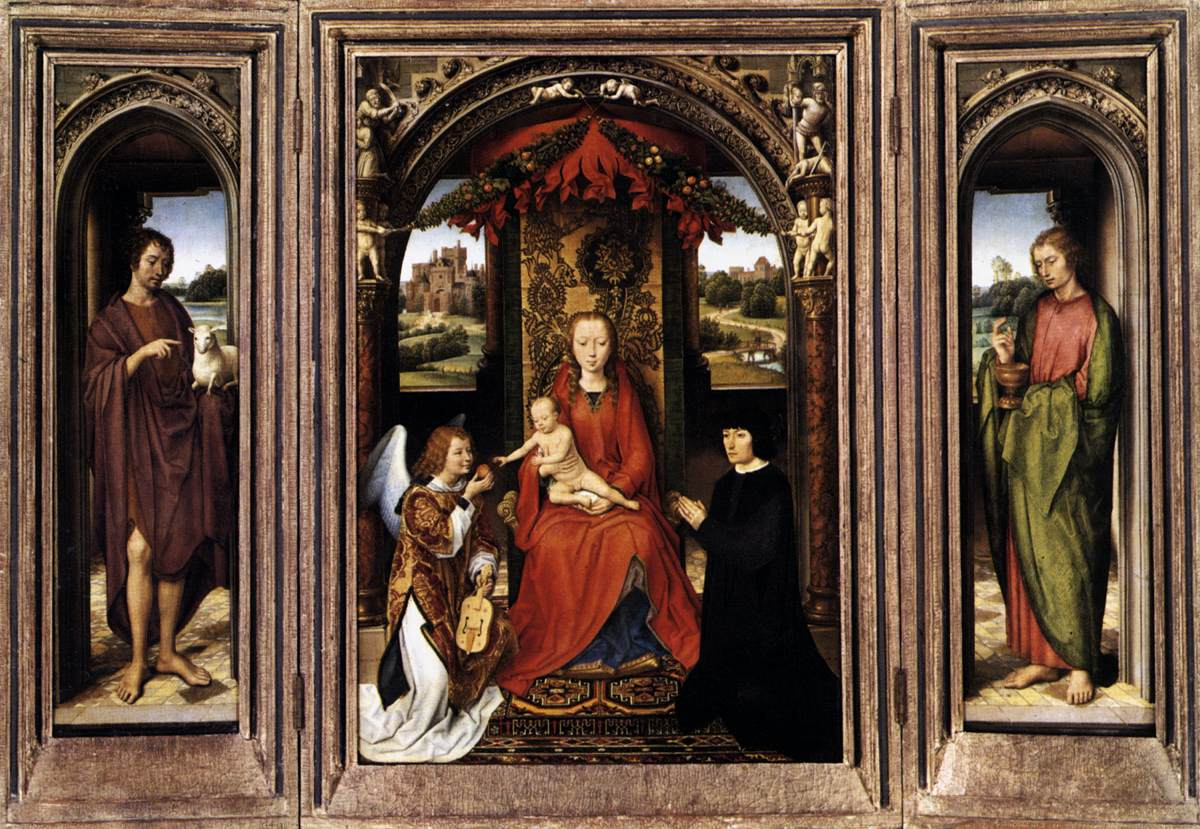
Il Trittico di Vienna